# Dassel
Dassel − miasto w Niemczech, w kraju związkowym Dolna Saksonia, w powiecie Northeim. W 2019 roku miasto liczyło 9569 mieszkańców.

## Zabytki
- Kościół św. Wawrzyńca,
- kościół św. Michała Archanioła,
- pozostałości zamku Hunnesrück.

## Współpraca
Miejscowości partnerskie:
- Egedal, Dania
- Möckern, Saksonia-Anhalt